# Ingsjön
Ingsjön är en sjö i Heby kommun och Tierps kommun i Uppsala län samt Gävle kommun i Gävleborgs län och ingår i Dalälvens huvudavrinningsområde. Sjön är 1 meter djup, har en yta på 4,04 kvadratkilometer och är belägen 50 meter över havet. Sjön avvattnas av vattendraget Ingsån till Bramsöfjärden i Dalälven.
Ingsjön ligger i Hedesunda distrikt (Hedesunda socken),  Söderfors distrikt (Söderfors socken) och Östervåla distrikt (Östervåla socken) på gränsen mellan Gästrikland och Uppland. Den har anslutning rakt norrut till Dalälven via Ingsån. Sjön finns cirka en mil söder om Söderfors. År 1916 var det ytterst nära att Ingsjön (annan stavning) svämmade över sina bräddar och dränkte Tierp som ligger cirka 20 m under Dalälvens yta och cirka en mil rakt västerut. Eftersom namnet Ynge siö förekommer i Västmanlands handlingar år 1549, Östervåla, bör namnet vara besläktat med sjönamn som Yngen och Yngaren och kan betyda trång och syftar då här på det trånga utloppet till Dalälven. Sjön är numera något sänkt genom pumpning nära utloppet till Dalälven för att erhålla mer skogsmark samt skydda Tierp.

## Delavrinningsområde
Ingsjön ingår i det delavrinningsområde (668752-157591) som SMHI kallar för Utloppet av Ingsjön. Medelhöjden är 56 meter över havet och ytan är 18,23 kvadratkilometer. Det finns inga avrinningsområden uppströms utan avrinningsområdet är högsta punkten. Ingsån som avvattnar avrinningsområdet har biflödesordning 2, vilket innebär att vattnet flödar genom totalt 2 vattendrag innan det når havet efter 47 kilometer. Avrinningsområdet består mestadels av skog (56 procent) och sankmarker (16 procent). Avrinningsområdet har 4,03 kvadratkilometer vattenytor vilket ger det en sjöprocent på 22,1 procent.